# Westermannia naessigi
Westermannia naessigi är en fjärilsart som beskrevs av Kobes 1983. Westermannia naessigi ingår i släktet Westermannia och familjen trågspinnare. Inga underarter finns listade i Catalogue of Life.